# ドア横キープマン

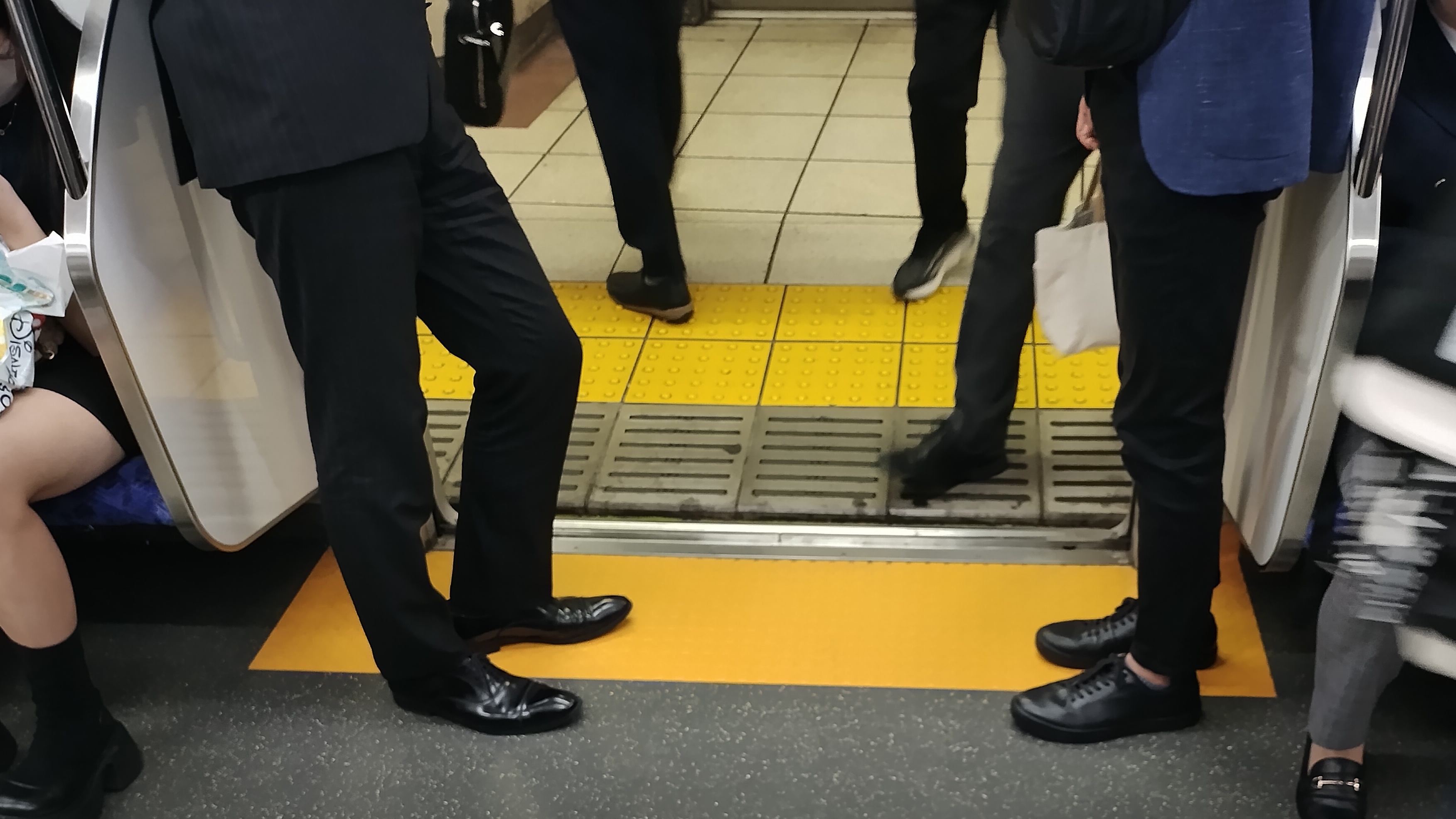
電車のドア横で乗降通路に向かって立つ2人のビジネスマン。出入口が狭くなり乗降の流動性が悪くなっている。

ドア横キープマン（ドアよこキープマン）は、電車内においてドアの横の位置を陣取り、他の乗降客が通る際にも動こうとしない人のことである。
こうした行為は日本民営鉄道協会が実施している「駅と電車内の迷惑行為ランキング」で毎年上位にランクインする迷惑行為のひとつであり、ドア横キープマンは嫌われる存在として知られる。どかないマン、どかないおじさんともいう。

## 概説
ドアなどに寄りかかれることから、ドア横は人気のポジションとされ、最も密集率の高い場所となっている。ドアの両側に人が立っている様子から、神社の狛犬になぞらえて「狛犬ポジション」とも呼ばれる。
しかし、ドア横を譲らないドア横キープマンが存在すると、ドア出入り口の本来の幅を狭めることになり、他の乗客の円滑な乗降を阻害することとなる。その結果、乗降に時間がかかったり、中に詰めにくくなって混雑に拍車がかかったりする。そのため日本民営鉄道協会が実施している「駅と電車内の迷惑行為ランキング」で毎年2位か3位にランクインしている。なお、迷惑行為の第1位は「座席の座り方（詰めない・足を伸ばす等）」であり、特に男性客が脚を広げて座る行為はマンスプレッディングという。

## 心理分析
日経ビジネスの分析によると、ドア横キープマンの心理的要因としては、以下が挙げられる。
気が利かない
通路の動線を塞いでいることが分からず、「ドア付近にいたら、乗り降りする人に迷惑だな」とか「自分が奥まで行かないと、後から乗ってくる人が乗り遅れかねないな」などと思考できない。
周囲が見えていない
周りがよく見えていなかったり、見えてはいるが周囲の環境や情報を適切に認知・処理できなかったりする。
奥に行く技術がない
通路が塞がっている一方で声掛けをして進むこともできないために、奥に行くことができない。

## 鉄道会社の対応

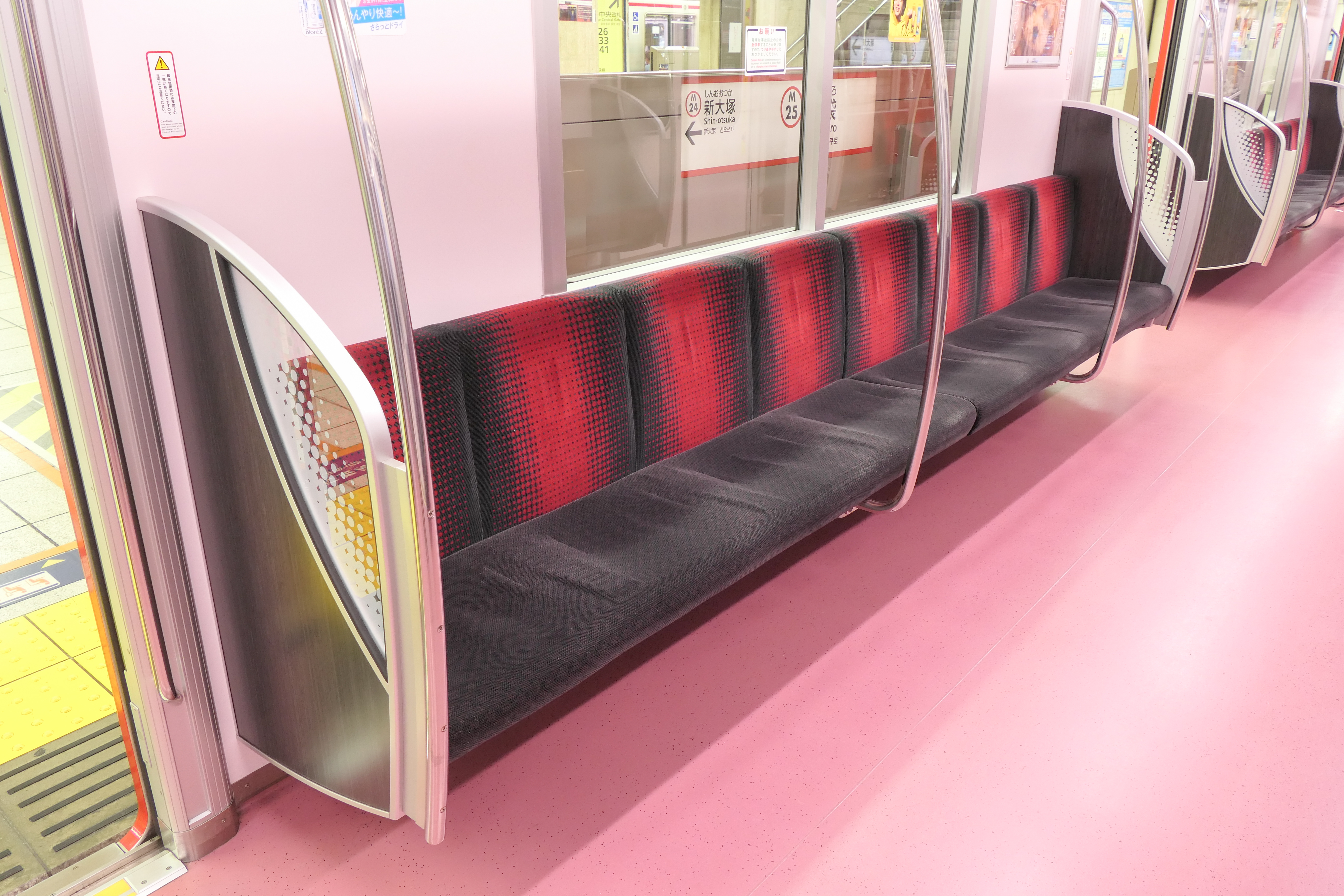
東京メトロ丸ノ内線の座席。ドア横のスペースと座席がボードで仕切られている。

鉄道会社もドア横キープマンの存在は把握しており、トラブル防止のために様々な対策を講じている。例えば、東日本旅客鉄道（JR東日本）や東京地下鉄（東京メトロ）など首都圏の鉄道会社では、ドア横のスペースと座席の間にボードを設置して、立っている人と座っている人の接触を防いでいる。また、東武鉄道はドア横の迷惑行為に注意を促すポスターを作製した。
東急電鉄が2016年に実施したシミュレーション分析によると、39人が1つのドアから降車する場合、ドアの両脇に人が立っていると降車時間が17秒伸びることが判明した。これは、ドア横キープマンの存在により同時に降車できる人数が半減するためである。この分析を受け、東急田園都市線の一部車両はドア横のスペースを通常の2倍以上にして、出入り口の空間を確保することで乗降時間の短縮を図っている。都営地下鉄の各線や西日本旅客鉄道（JR西日本）の大阪環状線でも同様にドア横のスペースを広げた車両を導入している。